# Michael Bublé
Michael Steven Bublé (Burnaby, Britanska Kolumbija, Kanada, 9. rujna 1975.), kanadski pjevač (bariton), tekstopisac, skladatelj i glumac hrvatskih korijena.

## Rane godine
Bublé je rođen u mjestu Burnaby u Britanskoj Kolumbiji u obitelji Louisa i Amber Bublé. Michaelov djed Mihovil Buble rodom je Hrvat iz Trogira, a Buble je staro trogirsko prezime, koje se spominje i u zapisu na crkvi sv. Domenika u 14. stoljeću. Michaelov otac Louis posjedovao je brod imena "Dalmatia". Michael je u Burnabyu odrastao slušajući djedovu kolekciju jazz ploča. U svojim intervjuima često ističe veliki utjecaj svog djeda na njegov glazbeni ukus, jer ga je odmalena učio pjevati jazz i big band standarde. Upravo na djedov nagovor prijavio se na talent show u Vancouveru na kojem je osvojio prvo mjesto, ali je kasnije bio diskvalificiran zbog nedovoljnog broja godina. To ga nije obeshrabrilo da se prijavi i na kanadski izbor za mlade talente na kojem je ponovno pobijedio i to sa svega 17 godina.
Sljedećih nekoliko godina Bubléova glazbena karijera nije bila osobito uspješna. Nastupao je kao Elvis Presley u putujućem show-u Red Rock Diner i pjevao kao zvijezda revije mjuzikla pod imenom Forever Swing. Nastupio je također i u epizodnoj ulozi u Death Game 1996. godine. Snimio je nekoliko albuma za nezavisne kompanije, a jedan album posvetio je svom djedu. Bublé je 2000. godine dobio i dvije nominacije za nagradu Genie Awards i to za pjesme koje je skladao za film Here's To Life u kojem je glumio Eric McCormack.

## Diskografija
- 1996. - First Dance
- 2001. - Babalu
- 2002. - Dream
- 2003. - Down with Love (soundtrack)
- 2003. - Totally Buble
- 2003. - Michael Bublé
- 2003. - Let It Snow!
- 2004. - Taking a Chance on Love (I Won't Dance s Jane Monheit)
- 2004. - Barenaked for the Holidays (Elf's Lament s Barenaked Ladies)
- 2004. - Come Fly with Me (CD&DVD) (Live)
- 2005. - To Love Again (Let There Be Love s Chrisom Bottijem)
- 2005. - It's Time
- 2005. - Caught in the Act (CD&DVD) (Live)
- 2005. - Sounds of the Season: The NBC Holiday Collection (Let It Snow)
- 2006. - With Love
- 2006. - Duets: An American Classic (Just in Time s Tony Bennettom, Steppin' Out With My Baby)
- 2007. - Call Me Irresponsible
- 2009. - Michael Bublé Meets Madison Square Garden
- 2009. - Crazy Love
- 2011. - Christmas
- 2013. - To Be Loved
- 2016. - Nobody but Me
- 2018. - Love

## Filmografija
- 2000. - Duets
- 2001. - Totally Blonde
- 2003. - The Snow Walker
- 2005. - Las Vegas
- 2005. - Da Kath and Kim Code (tv film)

## Vanjske poveznice

### Sestrinski projekti
|  | Zajednički poslužitelj ima još gradiva o temi Michael Bublé |

### Mrežna mjesta
- (engl.) Michael Bublé official website
- Michael Bublé u internetskoj bazi filmova IMDb-u (engl.)
- (engl.) VH1 Michael Bublé na VH1